# Premio Acueducto de Segovia de Obra Pública y Medio Ambiente
El Premio Acueducto de Segovia de Obra Pública y Medio Ambiente o simplemente Premio Acueducto de Segovia, otorgado bianualmente por el Colegio de Ingenieros de Caminos, Canales y Puertos y la Fundación Caminos de España desde el año 1998, está destinado a «fomentar la proyección de la Obra Pública en el ámbito nacional, por su trascendencia económica y social, así como por el destacado papel que ejercen en el progreso y el bienestar de los ciudadanos».

## Lista de galardonados
| Edición | Año  | Galardonado                                                                                               | Galardonado | Promotor | Localización                           |
| ------- | ---- | --- | ----------- | --- | -------------------------------------- |
| I       | 1998 | Autovía de Aragón, tramo Sagunto-Soneja                                                                   |             | Ministerio de Fomento                                                                                        | Comunidad Valenciana                   |
| II      | 2000 | Gestión medioambiental realizada durante la ejecución de la Autopista de la Costa del Sol Málaga-Estepona |             | Ministerio de Fomento                                                                                        | Andalucía                              |
| III     | 2007 | Autopista Radial 4                                                                                        |             | Ministerio de Fomento                                                                                        | Comunidad de Madrid Castilla-La Mancha |
| IV      | 2009 | Viaducto de Montabliz                                                                                     |             | Ministerio de Fomento                                                                                        | Cantabria                              |
| V       | 2011 | Viaducto sobre el río Ulla                                                                                |             | Adif | Galicia                                |
| V       | 2011 | Sistema general de regeneración y reutilización de las aguas residuales urbanas de la región de Murcia    |             | Consejería de Agricultura y Agua de la Comunidad Autónoma de la Región de Murcia. Dirección General del Agua | Murcia                                 |
| VI      | 2013 | Autovía del Sur A-4, tramo Venta de Cárdenas-Santa Elena                                                  |             | Ministerio de Fomento                                                                                        | Castilla-La Mancha Andalucía           |
| VII     | 2015 | Puente de la Constitución de 1812                                                                         |             | Ministerio de Fomento                                                                                        | Andalucía                              |
| VIII    | 2018 | Ampliación del Puente de Rande                                                                            |             | AUDASA | Galicia                                |
| IX      | 2020 | Saneamiento de Vigo                                                                                       |             | Aguas de las Cuencas de España (Acuaes)                                                                      | Galicia                                |
| X       | 2022 | Acceso en Alta Velocidad a Galicia. Acercando Territorios                                                 |             | Adif-Alta Velocidad                                                                                          | Galicia                                |
| XI      | 2024 | Por anunciar en 2025                                                                                      |             | |                                        |

## Menciones
Aparte de los premiados cada edición se otorga también una o varias menciones de honor entre los proyectos presentados a estos galardones.
| Edición | Año  | Galardonado                                                                                               | Galardonado | Promotor                                                  | Localización           |
| ------- | ---- | --- | ----------- | --------------------------------------------------------- | ---------------------- |
| I       | 1998 | Sin menciones                                                                                             |             |                                                           |                        |
| II      | 2000 | Encauzamiento del Río Matachel. TTMM. Alange y la Zarza (Badajoz)                                         |             | Confederación Hidrográfica del Guadiana                   | Extremadura            |
| III     | 2007 | Presa del Arenoso                                                                                         |             | Ministerio de Fomento                                     | Comunidad Valenciana   |
| III     | 2007 | Viaducto del Arroyo del Valle tramo Soto del Real – Miraflores de la Sierra                               |             | Adif-Alta Velocidad                                       | Castilla-La Mancha     |
| IV      | 2009 | Puente del Dragón                                                                                         |             | AYESA                                                     | Andalucía              |
| IV      | 2009 | Presa de la Breña II                                                                                      |             | Dragados                                                  | Andalucía              |
| V       | 2011 | Obras de defensa y adecuación ambiental del río Serpis a su paso por Gandía: “ La ciudad que mira al río” |             | ACUAMED, Aguas de las Cuencas Mediterráneas               | Comunidad Valenciana   |
| V       | 2011 | Autopista M30 Clonee - North of Kell (Rep. Irlanda)                                                       |             | CINTRA                                                    | Irlanda                |
| VI      | 2013 | Variante sur del área Metropolitana de Bilbao                                                             |             | INTERBIAK-Diputación Foral de Vizcaya                     | País Vasco             |
| VII     | 2015 | Viaducto sobre el río Ulla en el eje Atlántico de Alta Velocidad                                          |             | Dirección General de Ferrocarriles. Ministerio de Fomento | Galicia                |
| VIII    | 2018 | Pantalla contra el viento, puerto de Gijón                                                                |             | Autoridad Portuaria de Gijón                              | Principado de Asturias |
| IX      | 2020 | Autovía Mudéjar (A-23), tramo: Congosto de Isuela-Arguis                                                  |             | Grupo FCC                                                 | Aragón                 |
| X       | 2022 | Autovía A-38. Tramo II: Variante Cullera-Favara, Provincia de Valencia                                    |             | Dragados                                                  | Comunidad Valenciana   |
| XI      | 2024 | Por anunciar en 2025                                                                                      |             |                                                           |                        |